# Manganin

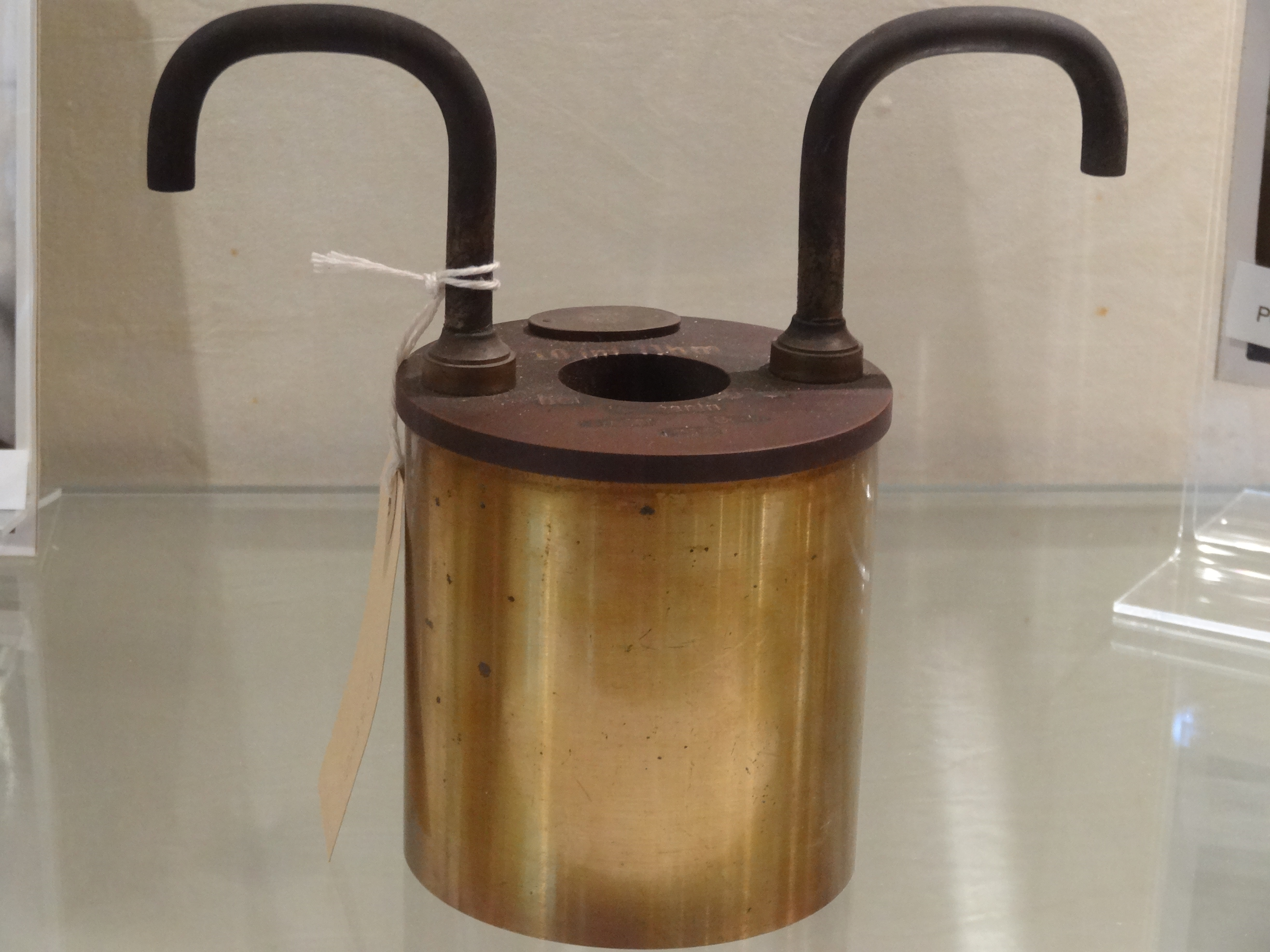
Effektmotstånd från år 1900 tillverkat av manganin.

Manganin är en legering bestående av 84-86 % koppar, 12-13 % mangan och 2-4 % nickel. Legeringen karaktäriseras av mycket låg temperaturkoefficient för den elektriska resistiviteten, varför materialet används för bl a precisionsmotstånd. Materialet har en påtaglig piezoresistivitet, vilket gör det lämpligt för tillverkning av trycksensorer.
Smältpunkten är ca 960 °C.